# Carpenter's Station
Carpenter's Station, es un área no incorporada en el condado de Baldwin, Alabama, Estados Unidos. Aparece como "Carpenter" en el Mapa del Servicio Geológico de los Estados Unidos.

## Historia
El nombre de la comunidad conmemora a su colono original, Samuel Alexander Carpenter, nacido el 15 de noviembre de 1795 en el Condado de Montgomery, Carolina del Norte y que falleció el 2 de febrero de 1884 en su casa de Carpenter's Station.
Durante la Guerra anglo-estadounidense de 1812, Carpenter sirvió en la compañía del Capitán Benjamin Cleveland de la Milicia de Tennessee, se alistó el 24 de agosto de 1813 y sirvió durante seis meses; fue dado de baja honorablemente el 3 de marzo de 1814 y más tarde recibió una pensión del gobierno federal por sus servicios. En 1821, se encontraba en el Territorio de Florida Occidental de los Estados Unidos, donde firmó una petición al Congreso de los Estados Unidos expresando el deseo de los firmantes de ser anexados al Estado de Alabama. El 25 de octubre de 1825 se casó con Aurelia Mary Hall quien era natural de Mobile, Alabama y descendiente de destacadas familias pioneras. Después de su matrimonio, Samuel y Aurelia vivieron en los condados de Mobile, Alabama; Escambia, Florida y Hancock, Misisipi mientras Samuel ejercía como abogado.